# Manuel José Olascoaga
Coronel Manuel José Olascoaga (Mendoza, 26 de octubre de 1835 - 27 de junio de 1911) fue un ingeniero, intelectual, militar, escritor, artista, explorador y político argentino. Tuvo un papel relevante en la conquista del desierto. Fundador de Chos Malal y primer gobernador del Territorio Nacional del Neuquén. Autor de veinticuatro libros científicos y de interés general, uno de ellos premiado internacionalmente.

## Los inicios
Hijo del inmigrante vasco Manuel Olascoaga y la cordobesa Micaela Giadaz, se educó en el convento franciscano de su ciudad natal y luego en el internado que dirigía Alberto Larroque en Buenos Aires. Regresó a Mendoza poco antes de la batalla de Caseros.
Se incorporó a la milicia local en su ciudad natal y fue uno de los oficiales que formó una compañía de cazadores para el mantenimiento del orden en la ciudad, tras la caída de los federales del gobierno. Fue secretario de la Legislatura provincial, dictó clases de inglés en el Colegio de la Trinidad —única escuela secundaria de la provincia— y dirigió el periódico La Constitución. Ejerció brevemente como defensor de pobres y ausentes, pero se exilió a la provincia de San Luis debido al fracaso de una revuelta liberal en que se había visto envuelto; de allí se trasladó hasta Paraná, capital por esa época de la Confederación Argentina, y el presidente Justo José de Urquiza lo envió como emisario particular a Montevideo. También pasó un breve tiempo en la frontera oeste de la provincia de Buenos Aires, donde sirvió a órdenes del entonces coronel Emilio Mitre en un combate contra los indígenas en la laguna La Barrancosa.
Instalado por un tiempo en Rosario, coeditó el periódico El Comercio, fundado por Eudoro Carrasco. Después de la batalla de Cepeda (1859) regresó a Mendoza.

## El terremoto de Mendoza
El 20 de marzo de 1861 la ciudad fue destruida por un terremoto. Toda la autoridad del gobernador Laureano Nazar quedó superada, y este quedó paralizado de dolor por la pérdida de dos de sus hijos. La ciudad quedó a merced de las víctimas, muchas de las cuales, tras perder todo, se dedicaron a saquear a quienes no se podían defender. Una comisión de auxilios presidida por el coronel Juan de Dios Videla inició la ayuda a las víctimas, pero el caos iba en aumento. Pese a que sus padres acababan de morir, Olascoaga se puso espontáneamente al frente de milicias voluntarias, con las que se dedicó a frenar los saqueos. Lo logró por medio de fusilamientos y azotes sin más límite que su propia decisión. Sólo cuando logró frenar el caos, la comisión de auxilios logró comenzar a gobernar la crisis.
Organizó también un servicio de correos, cuya oficina era un gran baúl bajo un árbol, vigilado y administrado por él, a través del cual se pidieron auxilios al resto del país. Poco después, también Nazar retomó el mando y Olascoaga, temiendo ser enjuiciado por la crueldad de sus métodos tras el terremoto, se trasladó a Córdoba.

## Guerra civil y fronteras indígenas
Durante la intervención federal dirigida por el presidente Santiago Derqui a la provincia de Córdoba organizó un cuerpo de infantería al frente del cual participó en la batalla de Pavón del lado de la Confederación; cuando Urquiza se retiró del campo de batalla, llevó sus hombres de vuelta a Córdoba, y al frente de esas tropas derrocó al gobernador Fernando Allende, reemplazándolo por José Alejo Román, que lo nombró comandante de armas de la provincia. En tal carácter, derrotó al coronel federal Francisco Clavero en el combate de Molinos. Cuando Román fue derrocado por el general Wenceslao Paunero, jefe del ejército porteño que invadió el interior del país, Olascoaga pasó a ser secretario de este.
A fines del año 1862 diseñó y comenzó la construcción de una nueva línea de fuertes y fortines en el sur de Córdoba; lo hizo con tal éxito que el ministro de Guerra, Juan Andrés Gelly y Obes, le encargó la reforma de toda la línea de frontera, desde Santa Fe hasta Mendoza. Combatió a órdenes de Paunero contra los federales del caudillo Ángel Vicente Peñaloza, conocido como el Chacho, en la batalla de Las Playas, siendo ascendido al grado de teniente coronel. Regresó a Mendoza, donde fue nombrado jefe de fronteras de la provincia, y fortificó la guarnición de San Rafael con cuatro compañías de voluntarios, que en realidad eran montoneros forzados a prestar servicio militar sin paga.
A fines de 1866 recibió la orden de entregar las fuerzas de San Rafael al teniente coronel Pablo Irrazábal, el asesino de Peñaloza, con quien la mayor parte de sus hombres habían servido como voluntarios. De modo que, apenas entregó el mando, los antiguos montoneros se amotinaron y poco faltó para que mataran a Irrazábal, que exigió a Olascoaga que reprimiera el tumulto. Comprendiendo que su esfuerzo hubiera sido inútil además de injusto, se negó a reprimirlos, por lo que fue acusado de sedición y se vio obligado a huir a Chile.
Regresó a Mendoza al estallar la Revolución de los Colorados, en noviembre de 1866, dirigida por sus amigos Carlos Juan Rodríguez y Juan de Dios Videla. Marchó con este a San Juan, participando en la victoria sobre el coronel Julio Campos. Por encargo de Rodríguez pasó a Chile a buscar armas, pero a su regreso, se encontró con la derrota del ejército federal en la batalla de San Ignacio, de modo que se limitó a ayudar a los vencidos a exiliarse en Santiago de Chile.
Escribió artículos para el periodismo local y editó un periódico humorístico con ilustraciones, llamado La Linterna del Diablo, con el que pudo mantenerse. También realizó un mapa a gran escala de Chile, que se utilizó como cartografía oficial y educativa en ese país, y acompañó al jefe de la campaña contra los indios del sur de Chile, general Cornelio Saavedra Rodríguez —nieto del presidente de la Primera Junta argentina de gobierno— entre 1869 y 1871.

## La Campaña al Desierto y Neuquén
Regresó a Buenos Aires en 1873, pero abandonó esa ciudad a fines del año siguiente, instalándose en Rosario, donde compró un pequeño campo. Fue reincorporado al Ejército Argentino en enero de 1877, como secretario del general Julio Argentino Roca, jefe de la frontera sur de Córdoba que el mismo Olascoaga había diseñado quince años antes.
Cuando, a la muerte de Adolfo Alsina, Roca fue nombrado ministro de Guerra, designó a Olascoaga como jefe de la Secretaría Militar del Ministerio de Guerra, equivalente al actual jefe del Estado Mayor general del Ejército. Como asesor militar de Roca, fue uno de los principales impulsores y organizadores de la Conquista del Desierto del año 1879, que en gran parte desarrolló con base en ideas que había elaborado desde el año 1861. El plan general de operación militar era plenamente ofensivo, consistía en buscar al indio y batirlo en sus mismas tolderías, avanzando en cinco columnas en forma simultánea, ocupando los territorios de este a oeste y de norte a sur. El plan funcionó a la perfección, logrando la conquista de la Pampa árida y el norte de la Patagonia; indirectamente, también permitiría apropiar para el patrimonio nacional todo el resto del territorio hasta el extremo sur del país.
El avance de las fuerzas se realizó en cinco grandes columnas, que partieron desde las provincias de Buenos Aires, Córdoba, San Luis y Mendoza, correspondiendo a esta última la "IV División", que se puso en marcha el 21 de abril de 1879, desde el Fuerte General San Martín, conocido como Fortín El  Alamito.
Cuando en 1880 estalló la revolución porteña de Carlos Tejedor, el presidente Nicolás Avellaneda se trasladó a la ciudad de Belgrano (Buenos Aires), y la nombró capital provisoria de la Nación, designando a Olascoaga Jefe Político y Comandante de Armas de esa ciudad.
El presidente Roca lo nombró presidente de la Comisión Científica de Exploración y de la Oficina Topográfica Militar, antecedente del actual Instituto Geográfico Militar. Realizó importantes relevamientos geográficos en el norte de la Patagonia, y a fines de 1880 publicó un Estudio topográfico de La Pampa y Río Negro. En mérito a esta obra recibió una medalla de oro otorgada por el gobierno. Por propia iniciativa escribió una completa crónica de campaña al desierto, que publicó junto con un estudio topográfico de la provincia de La Pampa y la de Río Negro, que fue premiada en la exposición internacional de Venecia del año 1881.
En 1882 fue ascendido al grado de coronel y realizó un nuevo viaje de exploración por la región andina patagónica. Por su iniciativa se instaló el campamento militar de Campana Mahuida. En 1885 fue nombrado gobernador del Territorio Nacional de Neuquén, que acababa de ser creado, y fue el responsable del final de la conquista de esos territorios de manos de los indios mapuches. Fundó la ciudad de Chos Malal, que fue la primera capital del Territorio, y también la capital actual, Neuquén. Diseñó y construyó los canales de riego que abastecieron esa última ciudad.

## Últimos años
Renunció a su cargo en 1891 y regresó a Mendoza, donde fue ministro de Hacienda y compró la finca El Plumerillo, ubicada donde había estado el campamento del Ejército de los Andes. Fue exonerado del cargo por una intervención federal en 1892.
En 1894 fue nombrado perito de los límites con Bolivia, y realizó todas las mensuras necesarias para la aplicación de los tratados que fijaban las fronteras con ese país, ocupando ese cargo durante ocho años. En 1902 fue nombrado director de la Comisión Nacional de Límites, a la que renunció en el año 1906. Su último trabajo geográfico importante fue el Compendio Geográfico de Mendoza, encargado por el gobierno de su provincia en 1809, que alcanzó a terminar.
Falleció en Mendoza en junio de 1911. Estaba casado con Delfina Urtubey, nacida en Córdoba, con quien tuvo cinco hijos: Manuel José, Delfina, Julia, Belinda y Laurentino Olascoaga. Su hermana Carmen estaba casada con el doctor Bernardo de Irigoyen.
Fue autor de veinticuatro libros científicos y de interés general. En su obra de novelista, cabe destacar la primera biografía del gaucho matrero Juan Cuello, de 1874; El Brujo de la Cordillera, de 1895; Criollos históricos; Porteños revolucionarios, los dramas históricos Patria y Facundo, etc. Publicó varias obras geográficas, entre ellos Topografía Andina, Cuestión de Límites entre la Argentina y Bolivia, Los Andes Australes, El País del Norte y otros. Además, ilustró varias de sus obras con dibujos y bocetos en pluma y lápiz, incluyendo retratos, paisajes y escenas militares.
Curiosamente, nunca escribió una línea acerca de los hechos en que tuvo participación durante las guerras civiles en Cuyo.

## El Monumento - mausoleo y otros homenajes
En la ciudad de Neuquén, en el extremo oeste de la Avenida Argentina —prolongación de la Avenida Olascoaga— se encuentra un monumento de tres metros de altura, que guarda en su base los restos del coronel Manuel Olascoaga y los de su esposa. La estatua presenta a Olascoaga con capote militar, teniendo en la mano izquierda un libro y en la derecha un teodolito.
Además de la avenida de su nombre en Neuquén, una calle de la ciudad de Buenos Aires, en el barrio de Villa Lugano y una pequeña localidad del partido de Bragado, en la provincia de Buenos Aires, honran con su nombre a este militar y científico.